# Таркутта
Таркутта — місто в Австралії, у штаті Новий Південний Уельс. Місто знаходиться за 438 кілометрів на південний захід від Сіднея. Станом на 2016 рік у місті проживало 446 осіб.
Місто обслуговує місцеву сільськогосподарську спільноту, яка покладається, головним чином, на овець та велику рогату худобу, а також міждержавні тури, які використовують місто як перехідний пункт у торгівлі між містами Сідней та Мельбурном.

## Історія
Територію Таркутти вперше відвідали європейські дослідники Юм і Ховелл, коли вони проходили по дорозі з Сіднея до Порт-Філіпа в колонії Вікторія. З 7 січня 1825 року, недалеко від сучасної території Таркутта, вони зустріли групу аборигенів.
Через десятиліття після цього першого європейського контакту, приблизно в 1835-37 роках, у Таркутті був побудований будинок.
Серед перших поселенців був Томас Ходжес Мате. Мате був самим першим мешканцем Таркутти. Дочка Мате, Енні, стверджувала, що слово «таркутта» — означає «їжа, приготована шляхом подрібнення насіння трави».
Золота, яке видобувалося в районі Таркутта, було не дуже багато.
До 1880-х років місцеві жителі Таркутти активно будували залізничну гілку від Вагги до Тумбарумби через Таркутту, але була повністю побудована тільки 1917 року. 1974 року частина лінії зазнала серйозних руйнувань, а решта лінії була закрита 1987 року.
Об'їзд через Таркутту знаходиться на захід від міста, з'єднуючись із автострадою за 3 кілометри на північ від села та за 3 кілометри на південь від міста. Він був відкритий для руху 15 листопада 2011 року.

## Автотранспортна промисловість
Таркутта розташована на півдорозі між Сіднеєм та Мельбурном на шосе Х'юм, і вже давно популярна в галузі вантажоперевезень як зупинка та пункт пересадки для водіїв.
Починаючи з 1999 року між урядами Федерації та штатів тривали великі політичні суперечки щодо фінансування та місця розміщення запропонованого об'єкта для заміни вантажівок у Таркутті. Врешті-решт було вирішено розмістити його біля головної вулиці, і проект, який був завершений на початку 2007 року, було спільно профінансовано вартістю 6,5 млн доларів. Водії вантажівок повинні зупинятися на 30 хвилин кожні п'ять годин.

## Клімат
| Клімат           | Клімат | Клімат | Клімат | Клімат | Клімат | Клімат | Клімат | Клімат | Клімат | Клімат | Клімат | Клімат | Клімат |
| Показник         | Січ.   | Лют.   | Бер.   | Квіт.  | Трав.  | Черв.  | Лип.   | Серп.  | Вер.   | Жовт.  | Лист.  | Груд.  | Рік    |
| Норма опадів, мм | 2.69   | 1.60   | 1.87   | 1.91   | 2.25   | 2.69   | 2.53   | 2.59   | 2.20   | 2.60   | 2.12   | 1.85   | 26.14  |
| ---------------- | ------ | ------ | ------ | ------ | ------ | ------ | ------ | ------ | ------ | ------ | ------ | ------ | ------ |